# دنباله‌دار دم‌برنزه
دنباله‌دار دم‌برنزه (نام علمی: Polyonymus caroli) گونه‌ای از مرغ‌های مگس در تبار خورشیدفرشته‌تباران (Lesbiini) از زیرخانواده خورشیدیان (Lesbiinae) و بومی پرو است.